# The Ice Station
Ледовая арена Грандвест (англ. The Ice Station) — крытая ледовая арена в комплексе Ice Station — Grand West Casino, расположенная в южноафриканском городе Кейптауне.
Ледовый каток является домашней ареной для команд Хоккейной ассоциации Западной провинции.

## История
Конькобежный клуб Cape Peninsula прошел долгий путь от своего раннего начала как очень скудной арены, управляемой добровольцами, расположенной на болотистых лугах Гудвуда, Южная Африка. Первый ледовый каток в Кейптауне был построен Кеном Макферсоном в 1971 году в Выставочном центре (Goodwood Showgrounds). В 1986 году Goodwood Arena перешла во владение группы из семи учередителей новой некоммерческой организации, которую они назвали The Cape Peninsula Ice Skating Club (CPISC).
В 1997 году крупный оператор казино Sun International обратил внимание на недорогую болотистую местность с намерением построить курорт мирового класса, но арена Goodwood находилась прямо посреди желаемого места. Несмотря на это ледовый каток не рассматривался как препятствие, а скорее как возможность добавить ещё одну функцию будущего комплекса. Был построен дом для казино и курорта Grand West. Конькобежный клуб Cape Peninsula получил ледовую арену олимпийского размера (60 м x 30 м) и детский развлекательный каток. Новый объект получил название «Ледовая станция» и был открыт в декабре 2000 года.

## Спортивные мероприятия
- Второй дивизион чемпионата мира по хоккею с шайбой 2002
- Третий дивизион чемпионата мира по хоккею с шайбой 2011
- Третий дивизион чемпионата мира по хоккею с шайбой 2013
- Группа В второго дивизиона чемпионата мира по хоккею с шайбой 2015 года
- Группа В третьего дивизиона чемпионата мира по хоккею с шайбой среди юниорских команд 2016 года
- Третий дивизион чемпионата мира по хоккею с шайбой 2018
- Квалификация третьего дивизиона чемпионата мира по хоккею с шайбой среди молодёжных команд 2018
- Квалификация второго дивизиона чемпионата мира по хоккею с шайбой 2019 (женщины)
- Группа В третьего дивизиона чемпионата мира по хоккею с шайбой среди юниорских команд 2019 года
- Группа В третьего дивизиона чемпионата мира по хоккею с шайбой 2022 года
- Группа А третьего дивизиона чемпионата мира по хоккею с шайбой 2023 года